# 越西县
28°35′N 102°38′E / 28.583°N 102.633°E
越西县（原名越嶲、越巂，嶲、巂字读作suǐ或xī，1959年6月16日更名为“越西”），是中华人民共和国四川省凉山彝族自治州所辖的一个县。越西县位于四川省西南部，凉山彝族自治州北部，东邻美姑县，南接昭觉县、喜德县，西界冕宁县，北连甘洛县、石棉县。全县幅员面积2,256.47平方公里，最高海拔4,791米，最低海拔1,170米。气候系康定－雅江暖温带和西昌－巴塘亚热带区的过渡带，年平均气温13.3度，年降水量1,113毫米，无霜期247天。全县辖40个乡镇，289个行政村，4个社区居民委员会，总人口356,622人，其中彝族278,612人，占78.13%。是一个以彝族为主，彝、汉、藏、回、苗、布依族等十多个民族杂居的农业县。

## 地名来源
越西县汉名原为越巂，巂的名字来源于巂鸟，即杜鹃，秦汉时称古蜀人为巂，治所在邛都（今西昌市境内）当地亦有望帝化为巂鸟的传说。越西县地汉朝置越巂郡，南梁属巂州，北周先后改为西宁州、严州，隋唐时属巂州，南诏、大理时期属建昌府邛部州，元朝属罗罗斯宣慰司建昌路邛部州。明朝正式建越巂卫，属四川布政司建昌府。清朝改建昌府为宁远府，改越巂卫为越巂厅。民国改越巂厅为越巂县。中华人民共和国改越巂县为越西县。
另有说法认为，“巂”来自彝语“巂则洛依莫”，指巂水，所以越西指越过巂水在西侧建立城镇的意思。
越西县的彝文名“乌托”（羅馬化：vyt tuo）为“乌托尔库”（羅馬化：vyt tuo lur kur）的简称：乌托系阳糯雪山山脚坝上台地的简称，尔库则为“石头城”之意。

## 历史

### 建制前
西汉武帝元鼎六年（前111年）发兵征西南夷，在此地设越巂郡，治所在邛都县（今西昌市境内），今越西县境内设有阐县。王莽建国元年（9年）改越巂为领戎，后又改为集巂，东汉又改回越巂。西晋时，越巂郡仅辖五县，其中并无阐县，越西县地属台登县。
南齐改越巂郡为越巂獠郡，废邛都县。南梁武帝大同三年（537年）武陵王萧纪镇蜀，置巂州，设越巂郡。北周武帝保定五年（565年）改巂州为西宁州，在原阐县址设邛部郡，后因战乱废西宁州，周武帝天和五年（570年），大将军郑恪率军征越巂，改西宁州置严州。隋开皇六年（586年）复为西宁州，开皇十八年（598年）又改为巂州，大业初，改州为郡，巂州改为越巂郡，原邛部郡阐县改为邛部县。唐武德元年（618年），改越巂郡为巂州，邛部县不改，天宝元年（742年）改巂州为越巂郡，肃宗至德元年（756年）吐蕃、南诏联兵攻陷越巂郡，德宗贞元十三年（797年），剑南西川节度使韦皋发兵收复巂州。因南诏连年入侵巂州，文宗大和六年（832年）五月，西川节度使李德裕移州治至台登县。懿宗咸通六年（865年）五月，巂州为南诏所据。
南诏在巂州境设建昌府（为郡一级），属会川都督府（治今会理市），设三郡，今越西县地属建昌郡。宋时一度收复建昌北部，在今越西县地设邛部州，后又为大理国所据。大理国时期，升建昌郡为建昌府，今越西县地属邛部州。元世祖中统五年（1264年），设邛部川安抚招讨司，至元十二年（1275年）平定罗罗斯诸部，设罗罗斯宣慰司，下辖四路总管府，今越西县地属建昌路邛部川安抚招讨司，隶四川行省，至元十九年（1282年），罗罗斯宣慰司拨属云南行省，至元二十一年（1284年）改邛部川安抚招讨司为邛部州。元顺帝至正十三年（1353年），红巾军明玉珍率军攻占建昌。

### 建制史
明洪武四年（1371年），罗罗斯宣慰使安配率部归顺明朝，授土指挥使，仍守建昌卫，洪武十五年（1382年）置建昌府，辖邛部州。洪武二十五年（1392年），建昌卫指挥使月鲁帖木儿联合诸部叛乱，占据境内，十一月，凉国公蓝玉率师平定叛乱，废建昌府，在今越西县治越巂卫军民指挥使司，实施衛所制，这是今越西县治正式称越巂之始，邛部州隶之，自此越西不再称北周以来的“邛部”，而改称“越巂”。永乐元年（1403年）邛部州改设长官司，称邛部长官司，属四川行都司越巂卫。
顺治十六年（1659年），清军进兵建昌，同年，改四川行都司为四川总镇府。康熙元年（1662年）改设建昌监理厅，主管五卫政事，越巂卫属之。雍正六年（1728年），平定凉山诸部落叛乱，裁建昌监理厅置宁远府，所辖越巂卫改置越巂厅。民国二年（1913年），废府存县，撤宁远府，改厅、州为县，越巂厅改为越巂县。
原宁远府所属地区称宁属，越巂县为宁属，隶属上川南道（建昌道）。民国十八年（1929年）撤道，各县直隶四川省府。民国二十四年（1936年），四川推行行政督察区制，宁属划为第十八行政督察区，越巂县属之。民国二十八年（1940年），划宁属隶属西康省，越巂县属之。
1950年，中华人民共和国攻占越巂县，属西昌区专员公署。1952年4月30日，设立凉山彝族自治区，首府昭觉县，1955年4月，改区为凉山彝族自治州。1956年1月，越巂县划属凉山彝族自治州。1956年，析越巂县、昭觉县部分地区设普雄县，驻贡莫。1959年，普雄、越巂两县合并置“越西县”。1960年，将越西县海棠区划归甘洛县。

## 地理

### 地貌

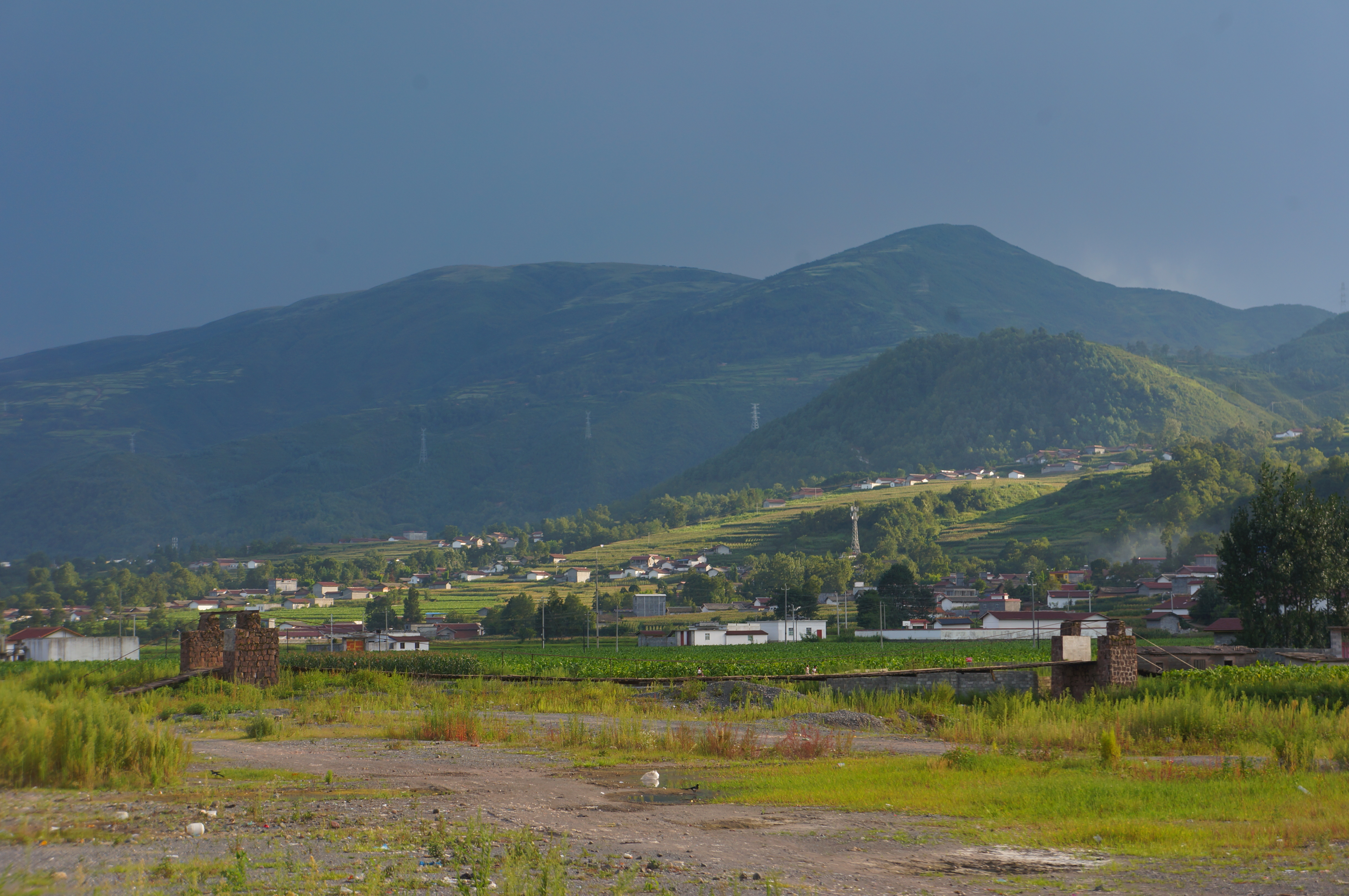
牛日河谷于贡莫乡

四川省越西县主要地貌为平坝、中高低山，主要山脉和河流均为南北走向。山脉自西向东分别为小相岭南段阳糯雪山（ꀑꇈꃰꐎꁧ）、猫儿山——车洛梁子（ꉑꃀꁧ）、碧鸡山（达布络魔）和年渣果火山（又译作连渣果峨山），以此间分别形成西部的越西河谷（ꑞꋯꇁꄿꒊꃀ）、中部的普雄河谷（ꁉꉘꇁꄿꒊꃀ），并在北部合流为漫滩河（ꒊꃀꑗꇉ），即牛日河（ꑍꉘꏛꒊꃀ）上游；以及东部的保珠拉达（ꁢꋦꇁꄿꒊꃀ、甘洛河上游）和则普拉达（ꋯꁌꇁꄿꒊꃀ）。除则普拉达向南经昭觉河、西溪河注入金沙江外，其余河流均向北注入大渡河。

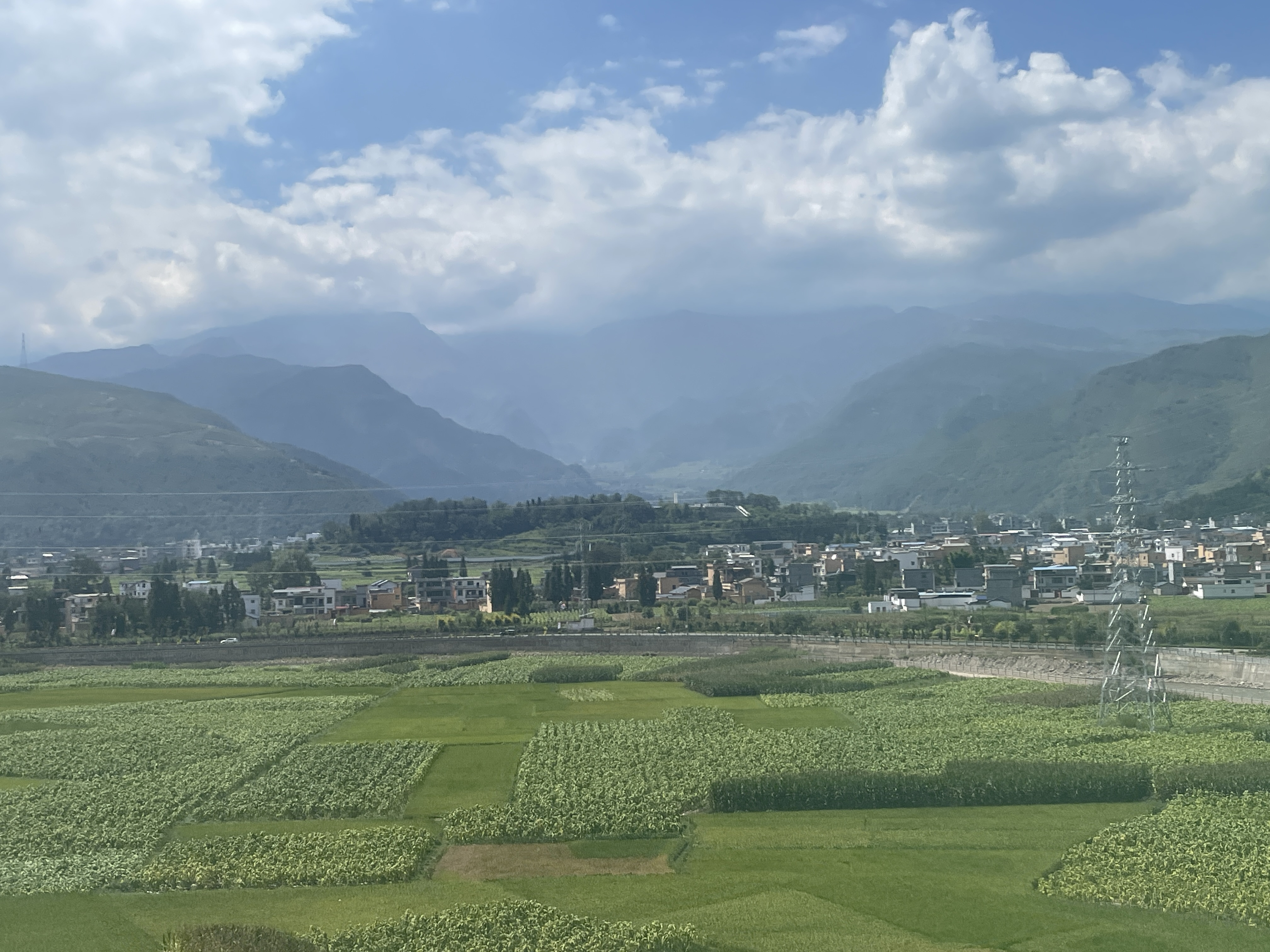
越西河谷眺望阳糯雪山
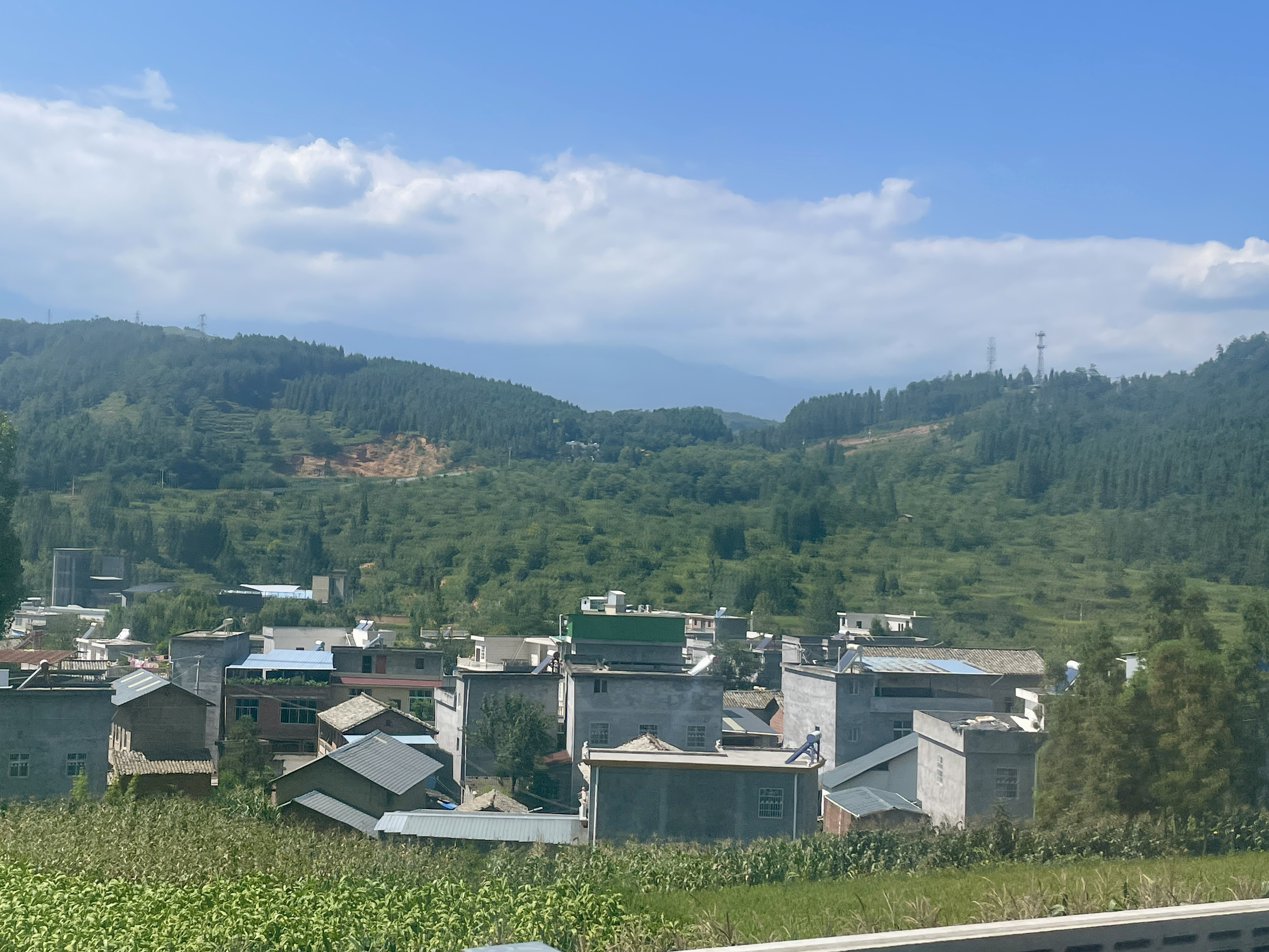
越西河谷北段天皇岗天星关
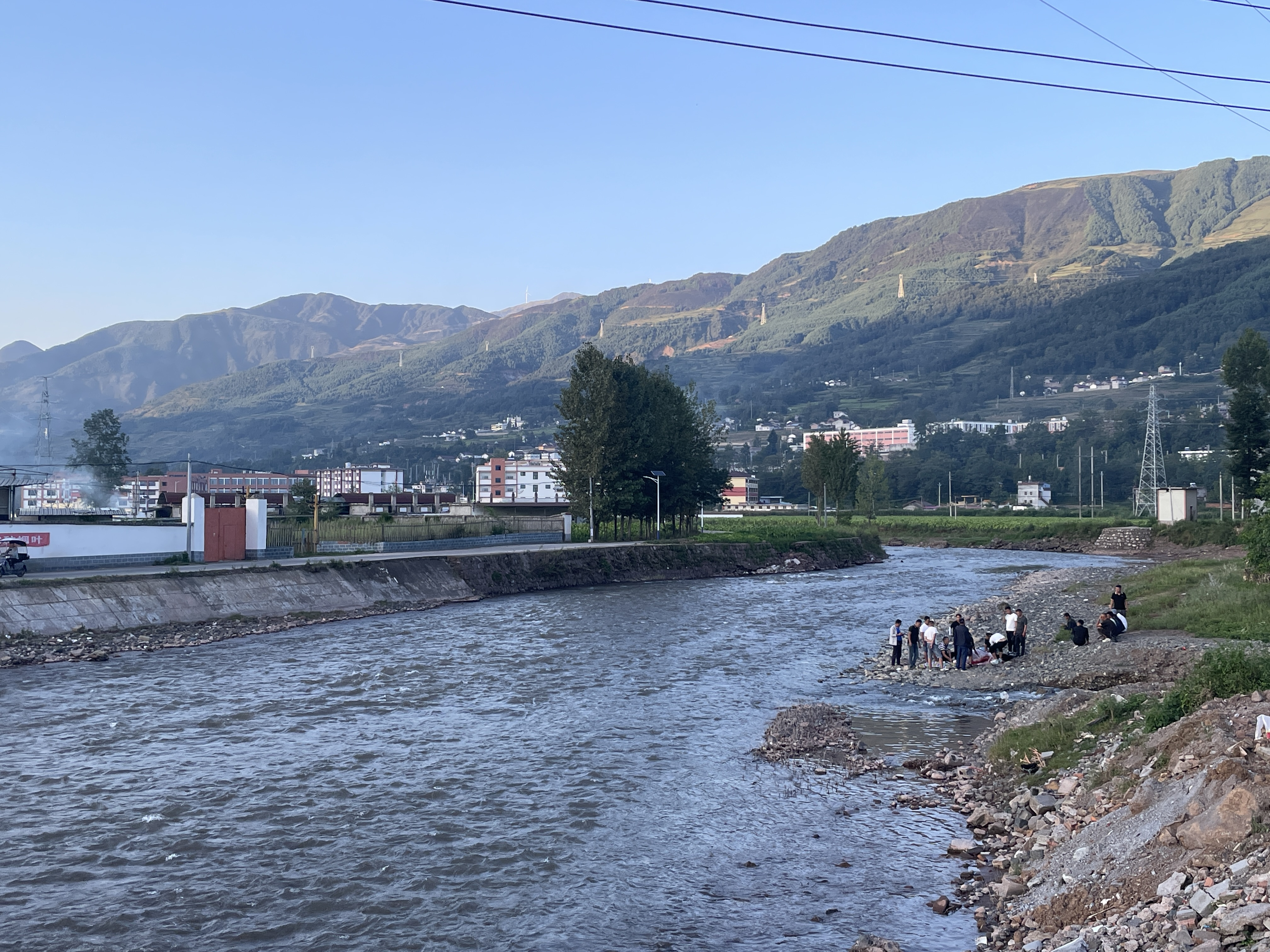
普雄河谷中段
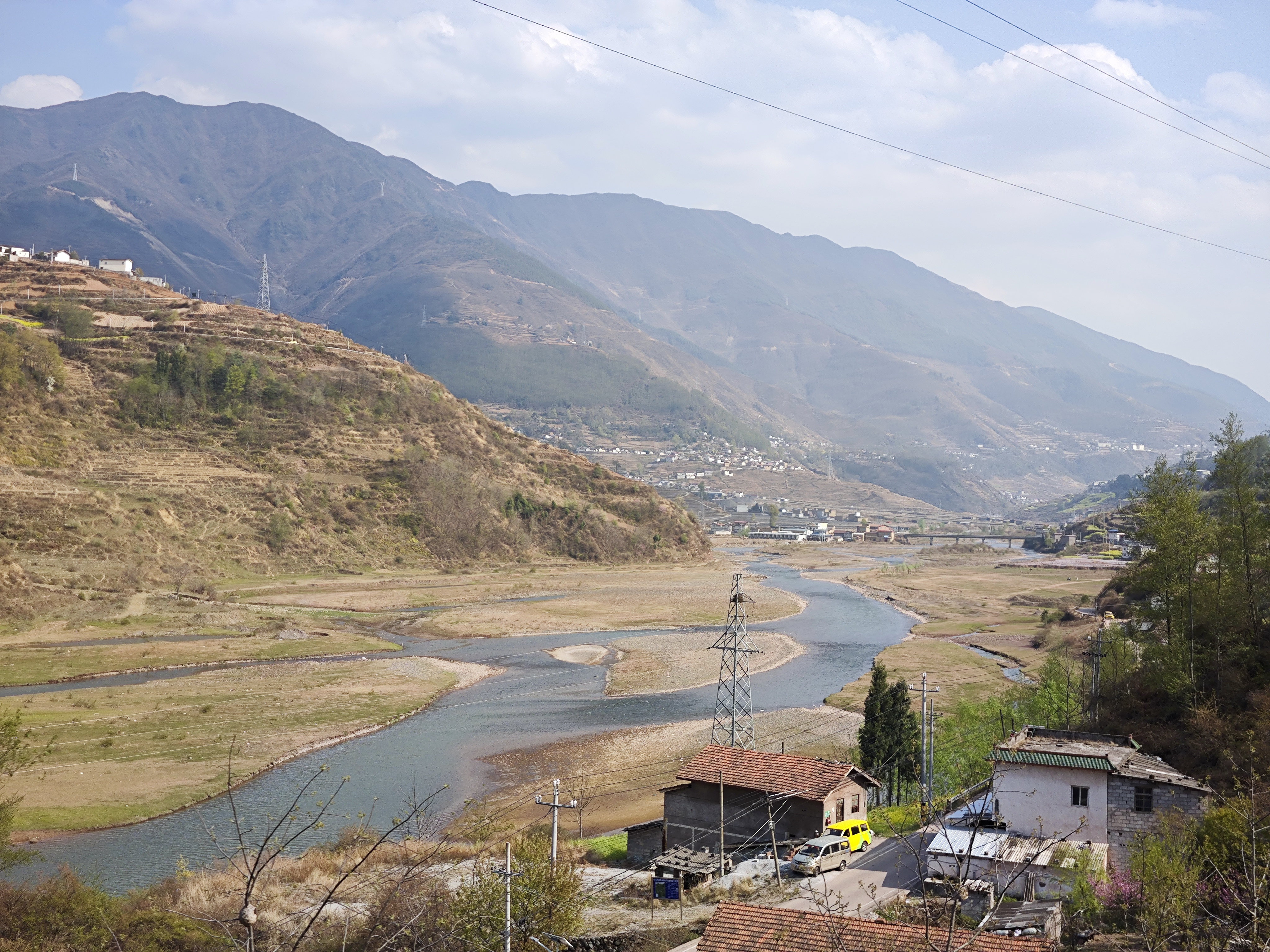
普雄河谷下游尔觉镇段
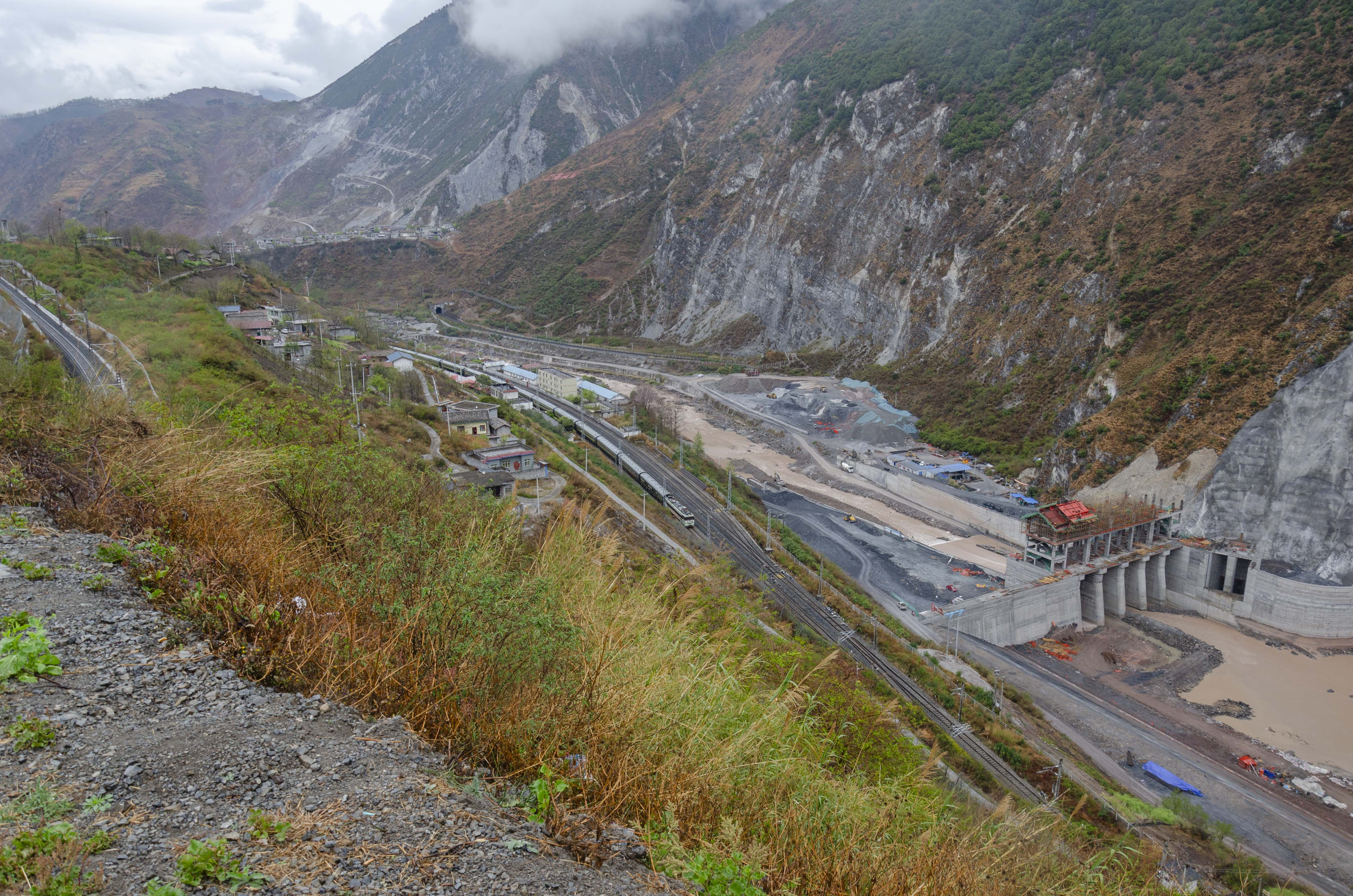
漫滩河乃托镇段

### 行政区划
越西县下辖17个镇、2个乡、1个民族乡：
越城镇、中所镇、新民镇、乃托镇、普雄镇、大瑞镇、竹阿觉镇、书古镇、依洛地坝镇、南箐镇、贡莫镇、梅花镇、尔觉镇、拉普镇、马拖镇、大花镇、板桥镇、保安藏族乡、拉吉乡和申果庄乡。

## 人口

### 民族
越西县民族以彝族为主，并有汉族、藏族、回族杂居。彝族主要居住在普雄河、曼滩河谷沿岸。汉、回族主要居住在越西河谷沿岸。回族于元朝期间由云南、甘肃迁入，多为马姓和苏姓；明初实施卫所制期间大量来自陕西、湖广的汉族人口迁入，构成现越西县汉族人口主体:56-58。越西县内的藏族为尔苏人，主要居住在保安藏族乡。

## 经济

### 农业

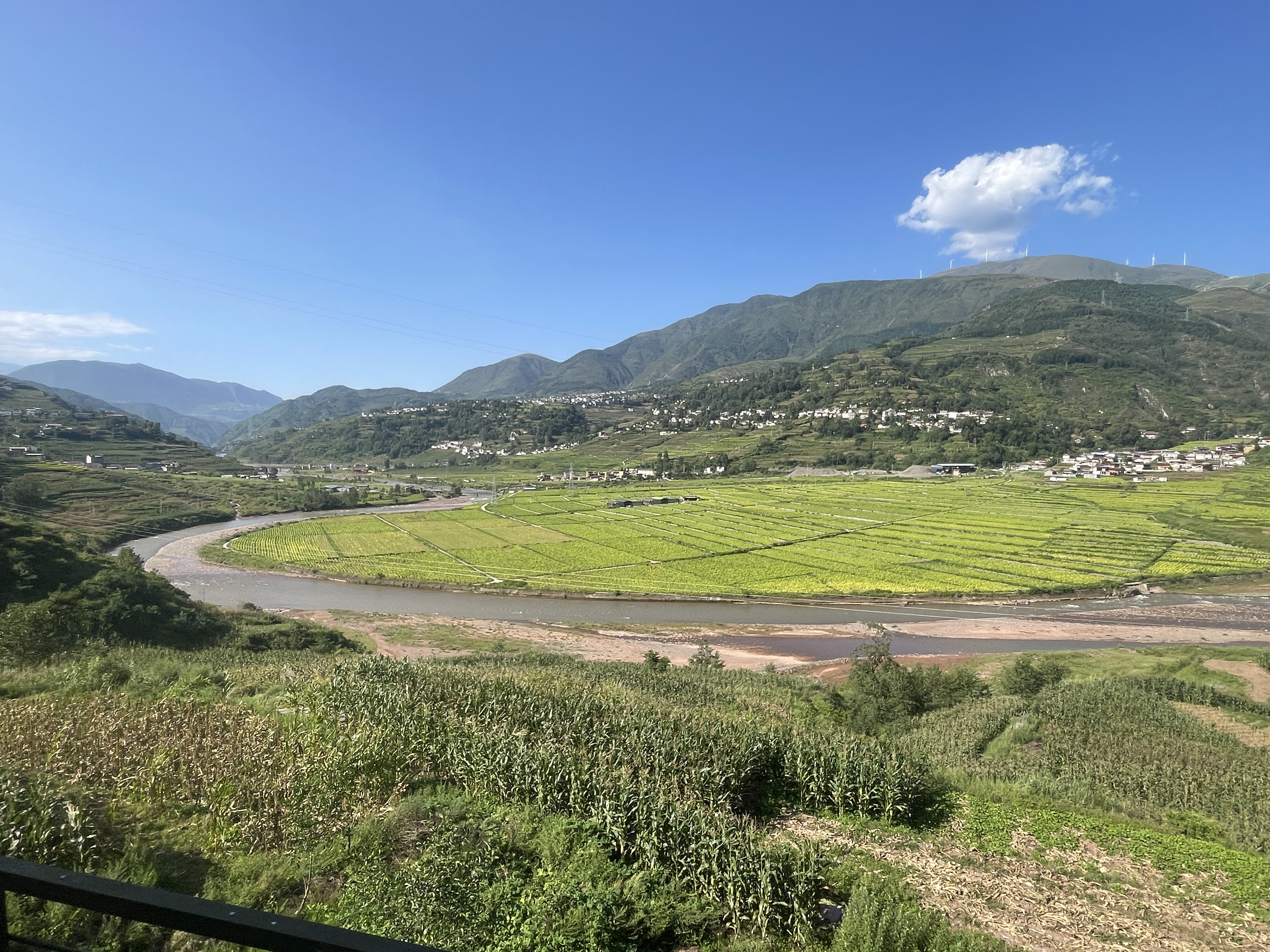
拉普镇（原四甘普乡）机德村的烟草田

越西县是传统农业大县，农业占具基础性地位，农产品因小区气候环境而独具特色。全县已形成了以“大凉山”越西甜樱桃、苹果、贡椒、豆腐乳、萝卜干、马铃薯淀粉、苦荞茶、菜籽油、核桃、鲜蔬菜等为重点的特色农产品品牌系列。其中，甜樱桃、苹果、贡椒、马铃薯4个农产品获得“国家地理标志”认证；辣椒、萝卜、白菜、黄瓜、苹果、马铃薯等6种农产品获无公害食品认证；甜樱桃、苹果获绿色食品认证。此外，烟草也是该县支柱产业之一。

### 金融业
全县有农业银行、凉山商业银行、邮政储蓄银行、农商银行等4家金融机构。

## 教育
全县有各级各类中小学179所，其中：完全中学2所，职业技术学校、初级中心7所、九年一贯制学校3所、直属小学3所、乡镇中心小学39所。全县在校生78720人，其中：小学在校学生46356人，初中在校学生11076人，高中在校学生2798人，职业技术学校在校学生410人，学前教育在校幼儿18080人。

## 医疗
全县有公立医疗卫生单位共45个（县医院1所，县疾控中心1所，县妇幼保健计划生育服务指导中心1所，中彝医院1所，社区卫生服务中心1所，中心卫生院8所，乡镇卫生院32所），民营医院4家，村卫生室289个。全县医院床位700张。

## 交通

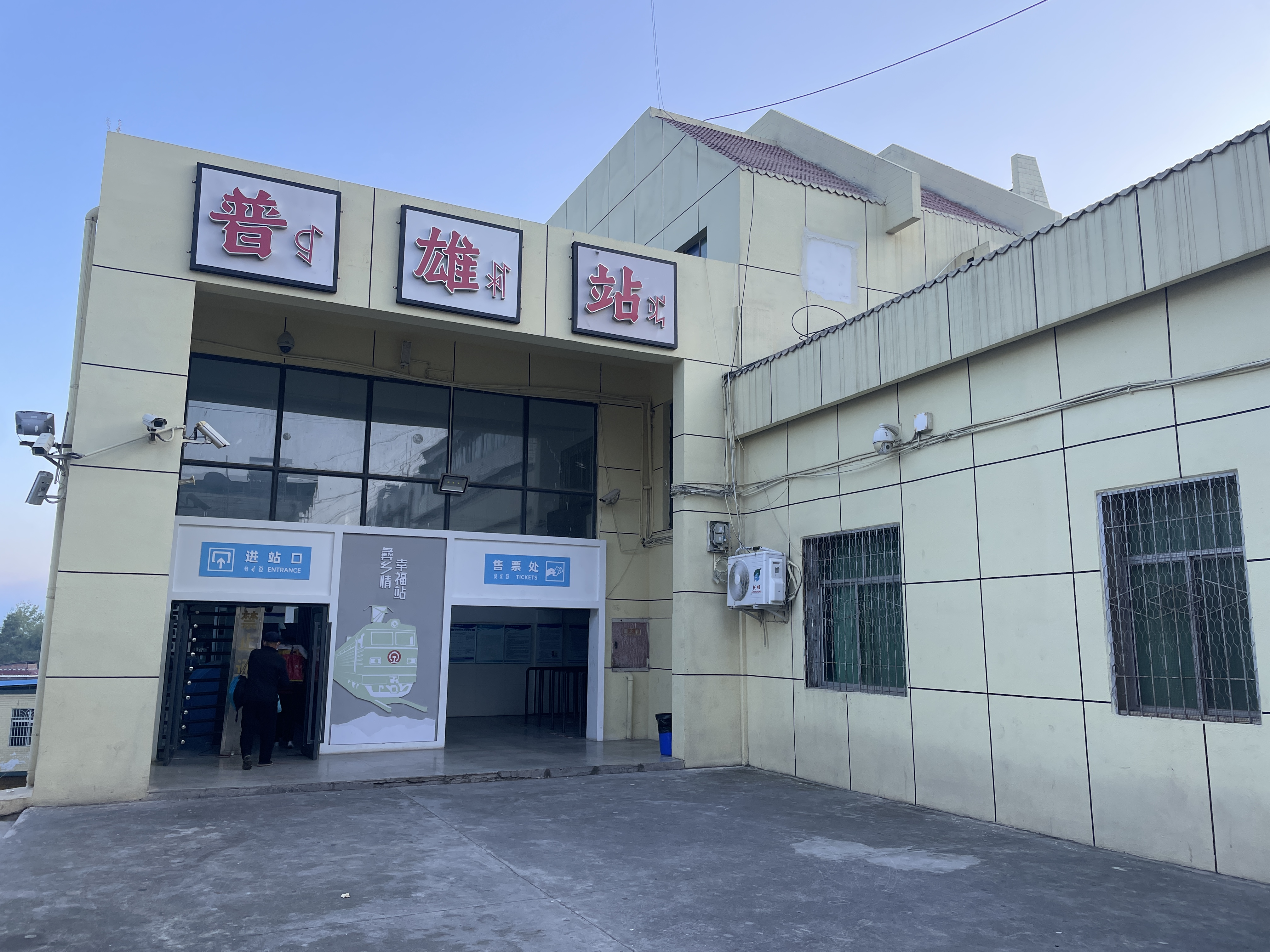
成昆铁路普雄站

县城距州府西昌130公里，距省会成都市395公里。国道G248经过越西县。